# Слобода-Шоломківська
Слобода-Шоломківська — село в Україні, в Коростенському районі Житомирської області. Входить до складу Овруцької міської громади. Населення становить 783 особи.

## Географія
Село розташовано на Словечансько-Овруцькому кряжі.

## З історії
До 2017 року орган місцевого самоуправління — Шоломківська сільська рада.